# Kopaniewo (wieś)
Kopaniewo (ros. Копанево) – wieś (ros. деревня, trb. dieriewnia) w zachodniej Rosji, w osiedlu wiejskim Zaborjewskoje rejonu diemidowskiego w obwodzie smoleńskim.

## Geografia
Miejscowość położona jest nad rzeką Sienokosica, 3 km od drogi regionalnej 66N-0508 (Zaborje – 66N-0506/Anosinki), 16 km od centrum administracyjnego osiedla wiejskiego (Zaborje), 31,5 km od centrum administracyjnego rejonu (Diemidow), 87,5 km od stolicy obwodu (Smoleńsk), 44,5 km od granicy z Białorusią.
W granicach miejscowości znajduje się ulica Mochowaja (7 posesji).

## Demografia
W 2010 r. miejscowość zamieszkiwała 1 osoba.

## Historia
W 1859 r. we wsi była studnia i 5 gospodarstw, w których mieszkało 20 mężczyzn i 21 kobiet.
W czasie II wojny światowej od lipca 1941 roku wieś była okupowana przez hitlerowców. Wyzwolenie nastąpiło we wrześniu 1943 roku.
Na mocy uchwały z dnia 28 maja 2015 roku wszystkie miejscowości (w tym Kopaniewo) zlikwidowanej jednostki administracyjnej Bakłanowskoje weszły w skład osiedla wiejskiego Zaborjewskoje.